# Zierker See
Zierker See ligger i den vestlige udkant af Neustrelitz og syd for Havels udspring. Mod syd er Zierker See forbundet med Woblitzsee  via Kammerkanalen. Det er opkaldt efter bydelen Zierke ved søen. Søen har et afvandingsområde på omkring 22,7 km².
Zierker See er en del af den 97 kilometer lange statslige vandvej  Obere Havel-Wasserstraße (OHW , som begynder ved havnen i Neustrelitz ved km
af vandvejsklasse I med en længde på 5,25 kilometer 

Søen er relativt lavvandet, meget mudret og  i årevis uegnet til svømning. Badepladsen lå tidligere på den østlige bred, men blev lukket for badning, og bygningsanlæggene blev helt fjernet efter 1960. Søen er omkring 2,6 kilometer lang og op til 1,8 kilometer bred. På grund af det oprindeligt urensede eller senere mekanisk rensede spildevand, der blev ledt ud i søen, er det stærkt eutrofi.
Byggeriet af Kammerkanalen, udført som en kunstig udvidelse af Gorbach fra 1840 til 1843, resulterede i en sænkning af vandstanden, så den gennemsnitlige dybde i dag er 1,6 meter. I det nordlige område er Zierker See stedvis kun en halv meter dyb.
På vestbredden, i det 19 Kalk blev udvundet i 1800-tallet, hvilket resulterede i vandfyldte "kalkhuller", der nu danner en særlig biotop.
Der blev fundet en stammebåd  i 1878 i søen.